# Shimelis Bekele
Shimelis Bekele (Auasa, 2 gennaio 1990) è un calciatore etiope, centrocampista del Defence e della nazionale etiope.

## Caratteristiche tecniche
Considerato uno dei migliori prospetti del calcio etiope, Bekele è un trequartista in possesso di ottime doti tecniche, a cui abbina una notevole velocità in progressione, in grado di agire da esterno lungo la fascia.

## Carriera

### Club
Muove i suoi primi passi nelle giovanili dell'Awassa City, prima di passare al Saint-George nel 2011, con cui vince il campionato. Nel 2013 firma un triennale con l'Al-Ittihad Tripoli, in Libia. Dopo una breve parentesi in Sudan all'Al-Merrikh, il 7 settembre 2014 si accorda per tre stagioni con il Petrojet, in Egitto. Il 15 giugno 2016 segna una tripletta contro il Misr Lel Makasa. Il 13 gennaio 2019 lascia il Petrojet - di cui è stato capitano - firmando un accordo valido fino al 2023 con il Misr Lel Makasa. Il 3 settembre 2021 viene tesserato dall'El-Gouna.

### Nazionale
Esordisce in nazionale il 18 agosto 2010 contro il Kenya in amichevole. Il 2 gennaio 2013 viene selezionato dal CT Bishaw per la Coppa d'Africa 2013. Esordisce nella competizione il 21 gennaio contro lo Zambia, lasciando il terreno di gioco al 40' al posto di Zerihun Tadele, subentrato per sopperire all'espulsione del portiere titolare Jemal Tassew.

## Statistiche

### Presenze e reti nei club
Statistiche aggiornate al 30 novembre 2022.
| Stagione               | Squadra                | Campionato             | Campionato | Campionato | Coppe nazionali | Coppe nazionali | Coppe nazionali | Coppe continentali | Coppe continentali | Coppe continentali | Altre coppe | Altre coppe | Altre coppe | Totale | Totale |
| Stagione               | Squadra                | Comp                   | Pres       | Reti       | Comp            | Pres            | Reti            | Comp               | Pres               | Reti               | Comp        | Pres        | Reti        | Pres   | Reti   |
| ---------------------- | ---------------------- | ---------------------- | ---------- | ---------- | --------------- | --------------- | --------------- | ------------------ | ------------------ | ------------------ | ----------- | ----------- | ----------- | ------ | ------ |
| 2014-2015              | Petrojet               | PL                     | 33         | 8          | CE              | 3               | 0               | CC                 | 3                  | 0                  | -           | -           | -           | 39     | 8      |
| 2015-2016              | Petrojet               | PL                     | 26         | 6          | CE              | 1               | 0               | -                  | -                  | -                  | -           | -           | -           | 27     | 6      |
| 2016-2017              | Petrojet               | PL                     | 23         | 4          | CE              | 1               | 1               | -                  | -                  | -                  | -           | -           | -           | 24     | 5      |
| 2017-2018              | Petrojet               | PL                     | 26         | 4          | CE              | 1               | 0               | -                  | -                  | -                  | -           | -           | -           | 27     | 4      |
| 2018-gen. 2019         | Petrojet               | PL                     | 15         | 7          | CE              | 1               | 0               | -                  | -                  | -                  | -           | -           | -           | 16     | 7      |
| Totale Petrojet        | Totale Petrojet        | Totale Petrojet        | 123        | 29         |                 | 7               | 1               |                    | 3                  | 0                  |             | -           | -           | 133    | 30     |
| gen.-giu. 2019         | Misr Lel Makasa        | PL                     | 15         | 3          | CE              | 0               | 0               | -                  | -                  | -                  | -           | -           | -           | 15     | 3      |
| 2019-2020              | Misr Lel Makasa        | PL                     | 19         | 2          | CE              | 2               | 0               | -                  | -                  | -                  | -           | -           | -           | 21     | 2      |
| 2020-2021              | Misr Lel Makasa        | PL                     | 26         | 11         | CE              | 0               | 0               | -                  | -                  | -                  | -           | -           | -           | 26     | 11     |
| Totale Misr Lel Makasa | Totale Misr Lel Makasa | Totale Misr Lel Makasa | 60         | 16         |                 | 2               | 0               |                    | -                  | -                  |             | -           | -           | 62     | 16     |
| 2021-2022              | El-Gouna               | PL                     | 15         | 0          | CE              | 1               | 0               | -                  | -                  | -                  | -           | -           | -           | 16     | 0      |
| 2022-2023              | ENPPI                  | PL                     | 2          | 0          | CE              | 0               | 0               | -                  | -                  | -                  | -           | -           | -           | 2      | 0      |
| Totale carriera        | Totale carriera        | Totale carriera        | 200        | 45         |                 | 10              | 1               |                    | 3                  | 0                  |             | -           | -           | 213    | 46     |

### Cronologia presenze e reti in nazionale
| Cronologia completa delle presenze e delle reti in nazionale ― Etiopia | Cronologia completa delle presenze e delle reti in nazionale ― Etiopia | Cronologia completa delle presenze e delle reti in nazionale ― Etiopia | Cronologia completa delle presenze e delle reti in nazionale ― Etiopia | Cronologia completa delle presenze e delle reti in nazionale ― Etiopia | Cronologia completa delle presenze e delle reti in nazionale ― Etiopia | Cronologia completa delle presenze e delle reti in nazionale ― Etiopia | Cronologia completa delle presenze e delle reti in nazionale ― Etiopia |
| Data                                                                   | Città                                                                  | In casa                                                                | Risultato                                                              | Ospiti                                                                 | Competizione                                                           | Reti                                                                   | Note                                                                   |
| ---------------------------------------------------------------------- | ---------------------------------------------------------------------- | ---------------------------------------------------------------------- | ---------------------------------------------------------------------- | ---------------------------------------------------------------------- | ---------------------------------------------------------------------- | ---------------------------------------------------------------------- | ---------------------------------------------------------------------- |
| 18-8-2010                                                              | Addis Abeba                                                            | Etiopia                                                                | 0 – 3                                                                  | Kenya                                                                  | Amichevole                                                             | -                                                                      | 46’                                                                    |
| 29-8-2010                                                              | Addis Abeba                                                            | Etiopia                                                                | 1 – 0                                                                  | Ciad                                                                   | Amichevole                                                             | -                                                                      |                                                                        |
| 29-11-2010                                                             | Dar es Salaam                                                          | Etiopia                                                                | 1 – 2                                                                  | Uganda                                                                 | Coppa CECAFA 2010 - 1º turno                                           | 1                                                                      |                                                                        |
| 2-12-2010                                                              | Dar es Salaam                                                          | Kenya                                                                  | 1 – 2                                                                  | Etiopia                                                                | Coppa CECAFA 2010 - 1º turno                                           | 2                                                                      |                                                                        |
| 4-12-2010                                                              | Dar es Salaam                                                          | Malawi                                                                 | 1 – 1                                                                  | Etiopia                                                                | Coppa CECAFA 2010 - 1º turno                                           | -                                                                      |                                                                        |
| 7-12-2010                                                              | Dar es Salaam                                                          | Zambia                                                                 | 1 – 2                                                                  | Etiopia                                                                | Coppa CECAFA 2010 - Quarti di finale                                   | -                                                                      | 68’                                                                    |
| 10-12-2010                                                             | Dar es Salaam                                                          | Etiopia                                                                | 0 – 1                                                                  | Costa d'Avorio                                                         | Coppa CECAFA 2010 - Semifinale                                         | -                                                                      |                                                                        |
| 12-12-2010                                                             | Dar es Salaam                                                          | Etiopia                                                                | 3 – 4                                                                  | Uganda                                                                 | Coppa CECAFA 2010 - Finale 3º posto                                    | -                                                                      |                                                                        |
| 27-3-2011                                                              | Abuja                                                                  | Nigeria                                                                | 4 – 0                                                                  | Etiopia                                                                | Qual. Coppa d'Africa 2012                                              | -                                                                      |                                                                        |
| 28-5-2011                                                              | Addis Abeba                                                            | Etiopia                                                                | 1 – 2                                                                  | Sudan                                                                  | Amichevole                                                             | -                                                                      |                                                                        |
| 8-10-2011                                                              | Addis Abeba                                                            | Etiopia                                                                | 4 – 2                                                                  | Madagascar                                                             | Qual. Coppa d'Africa 2012                                              | 1                                                                      | 46’                                                                    |
| 16-11-2011                                                             | Addis Abeba                                                            | Etiopia                                                                | 5 – 0                                                                  | Somalia                                                                | Qual. Mondiali 2014                                                    | 2                                                                      |                                                                        |
| 30-11-2011                                                             | Dar es Salaam                                                          | Etiopia                                                                | 0 – 2                                                                  | Kenya                                                                  | Coppa CECAFA 2011 - 1º turno                                           | -                                                                      | 46’                                                                    |
| 2-12-2011                                                              | Dar es Salaam                                                          | Etiopia                                                                | 1 – 1                                                                  | Malawi                                                                 | Coppa CECAFA 2011 - 1º turno                                           | -                                                                      | 46’                                                                    |
| 10-6-2012                                                              | Addis Abeba                                                            | Etiopia                                                                | 2 – 0                                                                  | Rep. Centrafricana                                                     | Qual. Mondiali 2014                                                    | -                                                                      | 60’                                                                    |
| 14-10-2012                                                             | Addis Abeba                                                            | Etiopia                                                                | 2 – 0                                                                  | Sudan                                                                  | Qual. Coppa d'Africa 2013                                              | -                                                                      |                                                                        |
| 30-12-2012                                                             | Addis Abeba                                                            | Etiopia                                                                | 1 – 0                                                                  | Niger                                                                  | Amichevole                                                             | -                                                                      | 46’                                                                    |
| 7-1-2013                                                               | Al Wakrah                                                              | Tunisia                                                                | 1 – 1                                                                  | Etiopia                                                                | Amichevole                                                             | -                                                                      | 46’                                                                    |
| 11-1-2013                                                              | Addis Abeba                                                            | Etiopia                                                                | 2 – 1                                                                  | Tanzania                                                               | Amichevole                                                             | 1                                                                      | 46’                                                                    |
| 21-1-2013                                                              | Nelspruit                                                              | Zambia                                                                 | 1 – 1                                                                  | Etiopia                                                                | Coppa d'Africa 2013 - 1º turno                                         | -                                                                      | 40’                                                                    |
| 25-1-2013                                                              | Nelspruit                                                              | Burkina Faso                                                           | 4 – 0                                                                  | Etiopia                                                                | Coppa d'Africa 2013 - 1º turno                                         | -                                                                      | 55’                                                                    |
| 24-3-2013                                                              | Addis Abeba                                                            | Etiopia                                                                | 1 – 0                                                                  | Botswana                                                               | Qual. Mondiali 2014                                                    | -                                                                      |                                                                        |
| 8-6-2013                                                               | Lobatse                                                                | Botswana                                                               | 3 – 0                                                                  | Etiopia                                                                | Qual. Mondiali 2014                                                    | -                                                                      | 80’                                                                    |
| 16-6-2013                                                              | Addis Abeba                                                            | Etiopia                                                                | 2 – 1                                                                  | Sudafrica                                                              | Qual. Mondiali 2014                                                    | -                                                                      | 60’                                                                    |
| 14-7-2013                                                              | Addis Abeba                                                            | Etiopia                                                                | 1 – 0                                                                  | Ruanda                                                                 | Q. Campionato delle Nazioni Africane 2014                              | -                                                                      |                                                                        |
| 27-7-2013                                                              | Kigali                                                                 | Ruanda                                                                 | 1 – 0 dts (5 – 6 dtr)                                                  | Etiopia                                                                | Q. Campionato delle Nazioni Africane 2014                              | -                                                                      | 62’                                                                    |
| 6-9-2013                                                               | Brazzaville                                                            | Rep. Centrafricana                                                     | 1 – 2                                                                  | Etiopia                                                                | Qual. Mondiali 2014                                                    | -                                                                      |                                                                        |
| 13-10-2013                                                             | Addis Abeba                                                            | Etiopia                                                                | 1 – 2                                                                  | Nigeria                                                                | Qual. Mondiali 2014                                                    | -                                                                      | 72’                                                                    |
| 16-11-2013                                                             | Calabar                                                                | Nigeria                                                                | 2 – 0                                                                  | Etiopia                                                                | Qual. Mondiali 2014                                                    | -                                                                      | 74’                                                                    |
| 3-8-2014                                                               | Luanda                                                                 | Angola                                                                 | 1 – 0                                                                  | Etiopia                                                                | Amichevole                                                             | -                                                                      | 37’ 66’                                                                |
| 6-9-2014                                                               | Addis Abeba                                                            | Etiopia                                                                | 1 – 2                                                                  | Algeria                                                                | Qual. Coppa d'Africa 2015                                              | -                                                                      |                                                                        |
| 10-9-2014                                                              | Blantyre                                                               | Malawi                                                                 | 3 – 2                                                                  | Etiopia                                                                | Qual. Coppa d'Africa 2015                                              | -                                                                      |                                                                        |
| 11-10-2014                                                             | Addis Abeba                                                            | Etiopia                                                                | 0 – 2                                                                  | Mali                                                                   | Qual. Coppa d'Africa 2015                                              | -                                                                      | 81’                                                                    |
| 15-11-2014                                                             | Blida                                                                  | Algeria                                                                | 3 – 1                                                                  | Etiopia                                                                | Qual. Coppa d'Africa 2015                                              | -                                                                      |                                                                        |
| 19-11-2014                                                             | Addis Abeba                                                            | Etiopia                                                                | 0 – 0                                                                  | Malawi                                                                 | Qual. Coppa d'Africa 2015                                              | -                                                                      |                                                                        |
| 14-6-2015                                                              | Bahar Dar                                                              | Etiopia                                                                | 2 – 1                                                                  | Lesotho                                                                | Qual. Coppa d'Africa 2017                                              | -                                                                      | 48’                                                                    |
| 5-9-2015                                                               | Victoria                                                               | Seychelles                                                             | 1 – 1                                                                  | Etiopia                                                                | Qual. Coppa d'Africa 2017                                              | -                                                                      |                                                                        |
| 8-10-2015                                                              | Sao Tomé                                                               | São Tomé e Príncipe                                                    | 1 – 0                                                                  | Etiopia                                                                | Qual. Mondiali 2018                                                    | -                                                                      |                                                                        |
| 11-10-2015                                                             | Addis Abeba                                                            | Etiopia                                                                | 3 – 0                                                                  | São Tomé e Príncipe                                                    | Qual. Mondiali 2018                                                    | -                                                                      |                                                                        |
| 14-11-2015                                                             | Addis Abeba                                                            | Etiopia                                                                | 3 – 4                                                                  | Rep. del Congo                                                         | Qual. Mondiali 2018                                                    | 1                                                                      |                                                                        |
| 17-11-2015                                                             | Brazzaville                                                            | Rep. del Congo                                                         | 2 – 1                                                                  | Etiopia                                                                | Qual. Mondiali 2018                                                    | -                                                                      | 83’                                                                    |
| 25-3-2016                                                              | Blida                                                                  | Algeria                                                                | 7 – 1                                                                  | Etiopia                                                                | Qual. Coppa d'Africa 2017                                              | -                                                                      |                                                                        |
| 29-3-2016                                                              | Addis Abeba                                                            | Etiopia                                                                | 3 – 3                                                                  | Algeria                                                                | Qual. Coppa d'Africa 2017                                              | -                                                                      | Cap.                                                                   |
| 5-6-2016                                                               | Maseru                                                                 | Lesotho                                                                | 1 – 2                                                                  | Etiopia                                                                | Qual. Coppa d'Africa 2017                                              | -                                                                      | 62’                                                                    |
| 3-9-2016                                                               | Awassa                                                                 | Etiopia                                                                | 2 – 1                                                                  | Seychelles                                                             | Qual. Coppa d'Africa 2017                                              | -                                                                      | 83’                                                                    |
| 3-6-2017                                                               | Addis Abeba                                                            | Etiopia                                                                | 0 – 0                                                                  | Uganda                                                                 | Amichevole                                                             | -                                                                      | 46’                                                                    |
| 11-6-2017                                                              | Kumasi                                                                 | Ghana                                                                  | 5 – 0                                                                  | Etiopia                                                                | Qual. Coppa d'Africa 2019                                              | -                                                                      |                                                                        |
| 9-9-2018                                                               | Awassa                                                                 | Etiopia                                                                | 2 – 1                                                                  | Sierra Leone                                                           | Qual. Coppa d'Africa 2019                                              | -                                                                      |                                                                        |
| 10-10-2018                                                             | Bahar Dar                                                              | Etiopia                                                                | 0 – 0                                                                  | Kenya                                                                  | Qual. Coppa d'Africa 2019                                              | -                                                                      |                                                                        |
| 14-10-2018                                                             | Nairobi                                                                | Kenya                                                                  | 2 – 1                                                                  | Etiopia                                                                | Qual. Coppa d'Africa 2019                                              | -                                                                      |                                                                        |
| 18-11-2018                                                             | Addis Abeba                                                            | Etiopia                                                                | 0 – 2                                                                  | Ghana                                                                  | Qual. Coppa d'Africa 2019                                              | -                                                                      | Cap.                                                                   |
| 4-9-2019                                                               | Bahar Dar                                                              | Etiopia                                                                | 0 – 0                                                                  | Lesotho                                                                | Qual. Mondiali 2022                                                    | -                                                                      | Cap.                                                                   |
| 8-9-2019                                                               | Maseru                                                                 | Lesotho                                                                | 1 – 1                                                                  | Etiopia                                                                | Qual. Mondiali 2022                                                    | -                                                                      | Cap. 80’                                                               |
| 16-11-2019                                                             | Antananarivo                                                           | Madagascar                                                             | 1 – 0                                                                  | Etiopia                                                                | Qual. Coppa d'Africa 2021                                              | -                                                                      | Cap.                                                                   |
| 19-11-2019                                                             | Bahar Dar                                                              | Etiopia                                                                | 2 – 1                                                                  | Costa d'Avorio                                                         | Qual. Coppa d'Africa 2021                                              | 1                                                                      | Cap.                                                                   |
| 6-11-2020                                                              | Addis Abeba                                                            | Etiopia                                                                | 2 – 2                                                                  | Sudan                                                                  | Amichevole                                                             | -                                                                      | 64’                                                                    |
| 13-11-2020                                                             | Niamey                                                                 | Niger                                                                  | 1 – 0                                                                  | Etiopia                                                                | Qual. Coppa d'Africa 2021                                              | -                                                                      | 66’                                                                    |
| 17-11-2020                                                             | Addis Abeba                                                            | Etiopia                                                                | 3 – 0                                                                  | Niger                                                                  | Qual. Coppa d'Africa 2021                                              | -                                                                      | 90+1’                                                                  |
| 17-3-2021                                                              | Bahar Dar                                                              | Etiopia                                                                | 4 – 0                                                                  | Malawi                                                                 | Amichevole                                                             | -                                                                      | 46’                                                                    |
| 24-3-2021                                                              | Bahar Dar                                                              | Etiopia                                                                | 4 – 0                                                                  | Madagascar                                                             | Qual. Coppa d'Africa 2021                                              | 1                                                                      | 88’                                                                    |
| 30-3-2021                                                              | Abidjan                                                                | Costa d'Avorio                                                         | 3 – 1                                                                  | Etiopia                                                                | Qual. Coppa d'Africa 2021                                              | -                                                                      | 70’                                                                    |
| 29-8-2021                                                              | Bahar Dar                                                              | Etiopia                                                                | 2 – 1                                                                  | Uganda                                                                 | Amichevole                                                             | -                                                                      |                                                                        |
| 3-9-2021                                                               | Cape Coast                                                             | Ghana                                                                  | 1 – 0                                                                  | Etiopia                                                                | Qual. Mondiali 2022                                                    | -                                                                      | 44’ 85’                                                                |
| 7-9-2021                                                               | Bahar Dar                                                              | Etiopia                                                                | 1 – 0                                                                  | Zimbabwe                                                               | Qual. Mondiali 2022                                                    | -                                                                      | 33’                                                                    |
| 9-10-2021                                                              | Bahar Dar                                                              | Etiopia                                                                | 1 – 3                                                                  | Sudafrica                                                              | Qual. Mondiali 2022                                                    | -                                                                      | 75’                                                                    |
| 12-10-2021                                                             | Johannesburg                                                           | Sudafrica                                                              | 1 – 0                                                                  | Etiopia                                                                | Qual. Mondiali 2022                                                    | -                                                                      | 61’                                                                    |
| 11-11-2021                                                             | Johannesburg                                                           | Etiopia                                                                | 1 – 1                                                                  | Ghana                                                                  | Qual. Mondiali 2022                                                    | -                                                                      | 75’                                                                    |
| 14-11-2021                                                             | Harare                                                                 | Zimbabwe                                                               | 1 – 1                                                                  | Etiopia                                                                | Qual. Mondiali 2022                                                    | -                                                                      | 80’                                                                    |
| 30-12-2021                                                             | Yaoundé                                                                | Etiopia                                                                | 3 – 2                                                                  | Sudan                                                                  | Amichevole                                                             | 1                                                                      | 46’                                                                    |
| 25-3-2022                                                              | Iconi                                                                  | Comore                                                                 | 2 – 1                                                                  | Etiopia                                                                | Amichevole                                                             | -                                                                      | Cap. 67’                                                               |
| 30-5-2022                                                              | Iconi                                                                  | Etiopia                                                                | 1 – 1                                                                  | Lesotho                                                                | Amichevole                                                             | -                                                                      | Cap.                                                                   |
| 5-6-2022                                                               | Lilongwe                                                               | Malawi                                                                 | 2 – 1                                                                  | Etiopia                                                                | Qual. Coppa d'Africa 2023                                              | -                                                                      | 46’                                                                    |
| 9-6-2022                                                               | Lilongwe                                                               | Etiopia                                                                | 2 – 0                                                                  | Egitto                                                                 | Qual. Coppa d'Africa 2023                                              | 1                                                                      | Cap. 70’                                                               |
| 23-9-2022                                                              | Addis Abeba                                                            | Etiopia                                                                | 1 – 1                                                                  | Sudan                                                                  | Amichevole                                                             | 1                                                                      | Cap. 65’                                                               |
| 26-9-2022                                                              | Addis Abeba                                                            | Etiopia                                                                | 2 – 2                                                                  | Sudan                                                                  | Amichevole                                                             | -                                                                      | Cap. 74’                                                               |
| 19-3-2023                                                              | Adama                                                                  | Etiopia                                                                | 1 – 0                                                                  | Ruanda                                                                 | Amichevole                                                             | -                                                                      | Cap. 73’                                                               |
| 24-3-2023                                                              | Casablanca                                                             | Guinea                                                                 | 2 – 0                                                                  | Etiopia                                                                | Qual. Coppa d'Africa 2023                                              | -                                                                      | Cap. 83’                                                               |
| 27-3-2023                                                              | Rabat                                                                  | Etiopia                                                                | 2 – 3                                                                  | Guinea                                                                 | Qual. Coppa d'Africa 2023                                              | -                                                                      | Cap. 88’                                                               |
| 20-6-2023                                                              | Maputo                                                                 | Etiopia                                                                | 0 – 0                                                                  | Malawi                                                                 | Qual. Coppa d'Africa 2023                                              | -                                                                      | Cap. 81’                                                               |
| 3-8-2023                                                               | Leesburg                                                               | Etiopia                                                                | 2 – 0                                                                  | Guyana                                                                 | Amichevole                                                             | 2                                                                      | Cap.                                                                   |
| 8-9-2023                                                               | Il Cairo                                                               | Egitto                                                                 | 1 – 0                                                                  | Etiopia                                                                | Qual. Coppa d'Africa 2023                                              | -                                                                      | 46’                                                                    |
| Totale                                                                 |                                                                        | Presenze                                                               | 81                                                                     |                                                                        | Reti                                                                   | 15                                                                     |                                                                        |

## Palmarès

### Club

#### Competizioni nazionali
- Campionato etiope: 1

Saint-George: 2011-2012